# مقتل بريدجيت دريسكول
تعتبر وفاة بريدجيت دريسكول (بالإنجليزية: Bridget Driscoll)‏ (من مواليد عام 1851 - والمُتوفاة في 17 أغسطس 1896) أول حالة مسجلة لقتل أحد المشاة في حادث تصادم سيارات في المملكة المتحدة. عندما كانت تعبر دريسكول البالغة من العمر 44 عامًا هي وابنتها ماي وصديقتها إليزابيث ميرفي دولفين تراس قصر الكريستال (قصر معارض) في لندن، صدمتها سيارة تابعة للشركة الأنغلو فرنسية موتور كراج التي كانت تستخدم إحدى السيارات لإعطاء جولات توضيحية. وصف أحد الشهود السيارة بأنها كانت تسير «بسرعة متهورة مثل محركات القطار».
على الرغم من أن السرعة القصوى للسيارة كانت 8 أميال في الساعة (13 كم / ساعة)، إلا أنها كانت محدودة بشكل متعمد إلى 4 أميال في الساعة (6.4 كم / ساعة)، وهي السرعة التي ادعى فيها السائق آرثر جيمس إدسال من أعالي نوروود أنه كان يقود بها. وزعم راكب اسمه «أليس ستاندنغ أوف فورست هيل» أنه قام بتعديل المحرك للسماح للسيارة بالسير بسرعة أكبر، لكن فحص سائق سيارة أجرة السيارة وقال أنه غير قادر على تجاوز 4.5 ميل في الساعة (7.2 كم / ساعة) بسبب سير المحرك منخفض السرعة. وقع الحادث بعد بضعة أسابيع فقط من قيام قانون برلماني جديد بزيادة الحد الأقصى للسرعة بالنسبة للسيارات إلى 14 ميل في الساعة (23 كم / ساعة)، ومن 2 ميل في الساعة في المدن و 4 أميال في الساعة في الريف.
أعادت هيئة المحلفين (هيئة المحلفين) حكماً بـ «الموت المفاجئ» بعد إجراء تحقيق دام قرابة ست ساعات. وقال الطبيب الشرعي، بيرسي موريسون (الطبيب في قسم كرويدون سري أنه يأمل أن «لا يحدث مثل هذا الشيء مرة أخرى». تقدر الجمعية الملكية للوقاية من الحوادث أن 550,000 شخص قد قتلوا على الطرق في المملكة المتحدة بحلول عام 2010.

## روابط خارجية
- History of Road Safety